# U-51 (1938)
U-51 — средняя немецкая подводная лодка типа VIIB времён Второй мировой войны.

## История
Заказ на постройку субмарины был отдан 21 ноября 1936 года. Лодка была заложена 26 февраля 1937 года на верфи «Германиаверфт» в Киле под строительным номером 586, спущена на воду 11 июня 1938 года. Лодка вошла в строй 6 августа 1938 года под командованием капитан-лейтенанта Эрнста-Гюнтера Хейнике.

## Командиры
- 6 августа 1938 года — август 1939 года Эрнст-Гюнтер Хейнике
- 15 января 1940 года — 20 августа 1940 года капитан-лейтенант Дитрих Knorr

## Флотилии
- 6 августа 1938 года — 20 августа 1940 года — 7-я флотилия

## История службы
Лодка совершила 4 боевых похода. Потопила 5 судов суммарным водоизмещением 26 296 брт и один вспомогательный военный корабль водоизмещением 4 724 брт.
Торпедирована британской подводной лодкой HMS Cachalot 20 августа 1940 года в Бискайском заливе к западу от Нанта, Франция, в районе с координатами 47°06′ с. ш. 04°51′ з. д.. 43 погибших (весь экипаж).

## Волчьи стаи
U-51 входила в состав следующих «волчьих стай»:
- Прин 12 июня 1940 года — 15 июня 1940

## Происшествия
- 29 января 1940 года U-51 вынужденно прервала боевой поход из-за технических неисправностей.
- 21 апреля того же года U-51 была безуспешно атакована французской подводной лодкой Orphée.
- В норвежских водах лодка безуспешно атаковала французский крейсер Emile Bertin.

## Потопленные суда
| Дата                | Тип                                | Принадлежность | Дата            | Тоннаж (БРТ) | Груз                           | Судьба   | Место                     |
| Gothia              | грузовое судно                     | Швеция         | 22 января 1940  | 1 640        | целлюлоза для бумаги, сульфаты | потоплен | 57°46′ с. ш. 9°50′ з. д.  |
| Eika                | грузовое судно                     | Норвегия       | 29 января 1940  | 1 503        | соль                           | потоплен | 50°00′ с. ш. 10°00′ з. д. |
| Saranac             | танкер                             | Великобритания | 25 июня 1940    | 12 049       | в балласте                     | потоплен | 48°24′ с. ш. 15°05′ з. д. |
| Windsorwood         | грузовое судно                     | Великобритания | 25 июня 1940    | 5 395        | 7100 тонн угля                 | потоплен | 48°24′ с. ш. 15°05′ з. д. |
| HMS Edgehill (X 39) | военное судно для особых поручений | Великобритания | 29 июня 1940    | 4 724        | в балласте                     | потоплен | 49°27′ с. ш. 15°25′ з. д. |
| Sylvafield          | танкер                             | Великобритания | 15 августа 1940 | 5 709        | 7860 тонн нефти                | потоплен | 56°39′ с. ш. 11°16′ з. д. |